# 地獄の逃避行
『地獄の逃避行』（じごくのとうひこう、原題：Badlands）は、1973年公開のアメリカ映画。テレンス・マリックの監督デビュー作。
ストーリーは1958年にネブラスカ州で実際に起きたチャールズ・スタークウェザーとキャリル・アン・フューゲートによる連続殺人事件をモチーフにしている。出会った人を片っ端から殺していく行き当たりばったりな男女の逃避行を、神秘的なまでに美しい映像と音楽で描き出したロードムービー。
撮影技法はデヴィッド・フィンチャー監督の「セブン (映画)」やクエンティン・タランティーノ監督作品などに、ストーリーは「ナチュラル・ボーン・キラーズ」や「トゥルー・ロマンス」など、多くの映画作品に影響を与えた。
日本では長らく劇場未公開で、初テレビ放映されたとき、主演のマーティン・シーンが『地獄の黙示録』で有名になっていたため、邦題が現在の形になった。ビデオ化の際もこの邦題が踏襲された。2025年3月に『バッドランズ』の邦題で劇場初公開された。

## ストーリー
退屈な生活を送っていた15歳の少女ホリー（シシー・スペイセク）は、ある日、清掃係の男キット（マーティン・シーン）に声をかけられ、何度も会ううち恋心が芽生える。
看板屋をしているホリーの父親（ウォーレン・オーツ）は2人の関係を知って激怒し、キットに出入り禁止を言い渡す。キットはホリーと共に駆け落ちしようと空いてる玄関から侵入するも、父親に見つかってしまい発砲。ガソリンで家を燃やしてホリーと一緒に逃走する。
2人はしばらくの間森の中に家を作り生活していたが見つかってしまい、3人の男を殺して逃走。次にかつての清掃係仲間を訪ねたが、警察に通報しそうなそぶりを見せたので発砲。さらに忘れ物を取りに戻ってきた家の持ち主の夫婦を射殺し、車を奪って逃げた。
次に金持ちの家に上がりこんだが、今度は誰も殺さずにキャデラックを奪って荒野に飛び出した。計画性がなく、すぐに人を殺すキットに愛想が尽きてきたホリーは、警察のヘリコプターに見つけられると、キットだけを逃がして投降した。キットはしばらく逃げていたが、やがて諦めたのか、わざとタイヤを撃ち抜いてパンクを口実に投降する。動機を尋ねられたキットは「悪いヤツになりたかった」と答えた。
キットは裁判で居眠りをして、半年後に電気椅子に送られた。

## 登場人物
キット（マーティン・シーン）
25歳。ホリーと警官の評は「ジェームズ・ディーンに似ている」。すぐに人を撃ち、卑怯な手を使うことも厭わない。故郷はジョニー・ジェイムズと同じサウスダコタ州。好きな歌手はエディ・フィッシャー。
ホリー（シシー・スペイセク）
15歳の少女。本編のナレーション担当。事件のあと弁護士の息子と結婚した。
ホリーの父親（ウォーレン・オーツ）
看板屋。最愛の妻を亡くして娘のホリーと2人暮らし。ホリーとキットの関係を知って激怒し、飼い犬を撃ち殺した。キットの最初の犠牲者。

## 解説
- 金持ちの家を訪ねてくる男はテレンス・マリック本人。
- 聾のメイドを演じたドナ・ボールドウィンは撮影スタッフの衣装係。